# 标敏方言
标敏方言是中国一种苗瑶语系语言。两种主要变体标敏勉语和交公勉语无法互通。

## 分布
民族语称标敏方言分布在中国下列县：
- 广西壮族自治区东北: 全州县、灌阳县和恭城瑶族自治县
- 湖南省南部: 双牌县和道县

## 方言
标敏语方言据毛宗武 (2004)如下。只有全州县东山瑶族乡和恭城县三江乡的标敏语有详细记录。
- 东山方言: 全州县东山乡黄龙村双龙屯；自称: bjau31 min31；使用人数：35,000人。
- 石口方言: 恭城县三江乡石口村；自称: mɔu31 jɔu55。也称交公勉语 [3]或莫若话(Mao 2004:306)；使用人数：8,000人。
- 牛尾寨方言: 恭城县三江乡牛尾村；自称: mɔ433 ɕi53。也叫莫西瑶语。[4]田口善久(2005)[5]给出了其自称mo2 xi2 mũ2，并指出其与交公勉语(石口方言)的接触关系。据田口 (2005)，在三江乡的大栗田村、小栗田村和牛尾村使用；[5]使用人数：2,000人。

Strecker (1987)将石口方言称作“交公勉语”，牛尾寨方言称作“莫西瑶语”。
毛宗武(2004)有标敏方言的词表。

### 全州县
广西全州县标敏方言包括下列5个方言区(全州县志)。
- 清水、竹坞、上塘、小和平、黄腊洞、黄龙、雷公岩
- 白竹、锦荣、大坪
- 白岭、六字介、石枧坪
- 古木
- 斜水

斜水是分歧最大的方言，与其他4种方言无法互通。斜水方言和其他标敏方言同样受汉语影响。

### 灌阳县
广西灌阳县标敏方言包括下列2个方言区(灌阳县志)。
- 第一土语
  - 红旗乡: 文化、秀凤、上王、鹤龙
  - 新圩乡: 洪水箐、贵阳市
  - 水车乡: 上泡、下泡、东流、合成、三皇、修睦
- 第二土语
  - 水车乡江塘；文市镇白竹坪

标敏江塘和白竹坪方言在修至诚(2017)有记录。